# 明月堂 (小松市)
株式会社明月堂（めいげつどう）は、石川県小松市の菓子製造販売業者。
ユーハイムが企画した日本のバウムクーヘンの頂点を決める「ファイナルクーヘン総選挙2024春」において1位を獲得した。

## 歴史
1979年創業の明月堂は、バームクーヘンやカステラといった結婚式や法事の際に用いられる引き菓子の卸販売が売り上げのほとんどを占めていた。しかし、少子化に伴う結婚式の減少や規模の縮小によって、売り上げは右肩下がりになり、更にはコロナ禍が追い打ちを掛けて、2020年4月中旬からしばらくは注文が無くなるような状態で、人員整理も余儀なくされていた。廃業やむなしの声も挙がるほどであったが、国や県からの支援策もあり、再起に向けて活動を行うことになった。
まずは、卸売りに依存していた経営体質からの脱却を目標とする、石川県と石川県産業創出支援機構（ISICO）が主催する新商品開発支援事業「Session石川」‐セメントプロデュースデザイン（大阪市）の金谷勉社長を講師に招き新商品のアイデアを練り上げていく講座‐に参加し、地元食材を活用する「じわもんシリーズ」という企画を打ち出す。明月堂では創業以来、バームクーヘンを作っており、その味には自身があったが、そこに付加価値と独自性をプラスし、地域の魅力とともにアピールすることを狙いとした。第一弾として商品化したのは、石川県産米粉を使ったバームクーヘンである。

## ツキトワ by meigetsudo
ツキトワ by meigetsudoは明月堂が運営するバームクーヘン店。うさぎの看板が目印となっている。
「ツキトワ」には、「明月堂（ツキ）の菓子を通じて、人々の心を繋ぎ、人の輪（ワ）を広げたい」という想いが込められている。

## 能登塩ぶるべりばぁむ
能登塩ぶるべりばぁむは「ファイナルクーヘン総選挙2024春」において1位を獲得したバームクーヘン。
ひらみゆき農園（能登町）のブルーベリーと珠洲市産の塩を使った米粉のバウムクーヘンである。米粉も石川県産を用いている。
開発そのものは能登半島地震 (2024年)前の2023年11月から行われており、ひらみゆき農園側から珠洲塩と農園で作っているブルーベリーを使ったバームクーヘンができないかと持ち掛けられたものである。
バームクーヘンの外側には砂糖が塗られるのだが、そこに砂糖だけではく珠洲塩を加えている。